# دانش‌پژوه-رسمی
دانش‌پژوه - رسمی (انگلیسی: Scholar-official) (چینی: 士大夫; پین‌یین: shì dàfū)، مقامات دولتی و علمای معتبر در جامعه چین بودند که یک طبقه اجتماعی متمایز را تشکیل می‌دادند.